# سيزار كلاين
سيزار كلاين (بالألمانية: César Klein)‏ هو مصصم جرافك ورسام ألماني، ولد في 14 سبتمبر 1876 في هامبورغ في ألمانيا، وتوفي في 13 مارس 1954 في Pansdorf ‏ في ألمانيا.

## وصلات خارجية
- سيزار كلاين على موقع IMDb (الإنجليزية)
- سيزار كلاين على موقع الموسوعة البريطانية (الإنجليزية)
- سيزار كلاين على موقع مونزينجر (الألمانية)
- سيزار كلاين على موقع قاعدة بيانات الأفلام السويدية (السويدية)
- سيزار كلاين على موقع كينوبويسك (الروسية)